# Casal d'Avis (Santa Perpètua de Mogoda)
Casal d'Avis és una obra de Santa Perpètua de Mogoda (Vallès Occidental) inclosa a l'Inventari del Patrimoni Arquitectònic de Catalunya.

## Descripció
Edifici aïllat de planta de creu grega a la qual es van adossar diferents cossos, una torre i un porxo. Té coberta a doble vessant a la torre i al cos central i a tres vessants, als braços de la creu. Consta de planta baixa i un pis, diferenciat per l'esgrafiat i la major intensitat de color (rosa). S'accedeix per un pòrtic i està fet de pedra vista i arrebossat, tot pintat.
A l'interior del recinte, al costat d'aquest edifici però independent, hi ha una construcció de planta rectangular que té funció de garatge. Està rematat amb un ràfec decorat amb un frontó i una balustrada i tot ell, segueix la mateixa ornamentació que l'edifici principal.